# RS-830
Pour les articles homonymes, voir Route 830.
La RS 830 est une route locale du Centre-Ouest de l'État du Rio Grande do Sul qui relie la BR-287 au district Boca do Monte de la municipalité de Santa Maria. Elle est longue de 7,570 km.